# Капела снијега
Капела снијега или Црква снијега (енгл. Chapel of the Snows) је хришћанска деноминована црква која се налази у америчкој истраживачкој станици Макмердо на Росовом острву на Антарктику. 
Капела је други најјужнији вјерски објекат у свијету и има редовна католичка и протестантска богослужења. Током љета на јужној хемисфери, капела је оспособљена за редовно смјењивање свештеника, како протестантског из Америчке националне гарде, тако и католичког свештеника из архиепископије (надбискупије) у Велингтону. Капела је такође домаћин и за припаднике других вјерских група, као што су мормони, бахаји, и будисти, те за неке невјерске групе и организације.
Сама зграда може да прими до 63 вјерника.
Слика десно приказује оригинални изглед прве Капеле снијега, која је у овој станици изграђена и освјештана у јуну 1966, а која је због лоше електричне инсталације изгорјела 1978. године. Касније, ова капела је привремено премјештена у нову импровизовану зграду, а стари објекат је након обнове послужио у друге сврхе. Међутим и тај привремени објекат је такође изгорио због истих разлога.
Садашња капела је изграђена и освјештана 1989. године. Објекат има карактеристике традиционалних новозеладских цркава са карактеристикама које потсјећају на изглед првобитне капеле. Садашња Капела снијега је рађена од постојанијег материјала и бољом инсталацијом. Изглед објекта је прилагођен карактеристикама антарктичког континента, а прозори на објекту су украшени витражом прилагођеним климатским условима овог континента.